# Amsterdam Compiler Kit
O Amsterdam Compiler Kit (ACK) trata-se duma colecção de compiladores da autoria de Andrew Tanenbaum e Ceriel Jacobs que faz parte do conjunto-base de ferramentas do MINIX. Apesar de ter sido inicialmente distribuído como software fechado, em Abril de 2003 foi lançado sob uma licença BSD, passando assim a ser software livre. 
O ACK oferece fachadas de C, Pascal, Modula-2, Occam e BASIC. A sua portabilidade é conseguida através do uso duma linguagem de código em bytes intermédia denominada EM. Todas as fachadas do ACK produzem código objeto sob a forma EM que é posteriormente processado por uma série de optimizadores genéricos antes de ser convertido em código-máquina da arquitectura-alvo.

## Processadores suportados
- 6500
- 6800 *
- 6805 *
- 6809 *
- ARM
- 8080
- Z80
- Z8000
- i86
- i386
- 68000
- 68020
- 68040
- NS32016
- S2650
- SPARC
- VAX4
- PDP11

* somente assembler